# تابع بسل-کلیفورد
در تجزیه و تحلیل ریاضی، تابع بِسِل-کلیفورد، که به نام فریدریش بسل و ویلیام کینگدون کلیفورد نامگذاری شده‌است، یک تابع کل از دو متغیر مختلط است می‌تواند برای نظریه توابع بسل مورد استفاده قرار بگیرد. اگر
{\displaystyle \pi (x)={\frac {1}{\Pi (x)}}={\frac {1}{\Gamma (x+1)}}}{\displaystyle {\displaystyle \pi (x)={\frac {1}{\Pi (x)}}={\frac {1}{\Gamma (x+1)}}}}
یک تابع کل باشد که با استفاده از تابع گاما متقابل تعریف می‌شود، آنگاه تابع بِسِل-کلیفورد توسط سری پایین تعریف می‌شود:
{\displaystyle {\displaystyle {\mathcal {C}}_{n}(z)=\sum _{k=0}^{\infty }\pi (k+n){\frac {z^{k}}{k!}}}}
نسبت عبارات پشت سر هم {\displaystyle {\displaystyle {z}/{k(n+k)}}} است، که برای مقادیر {\displaystyle n} و  {\displaystyle z}با افزایش {\displaystyle k} به سمت صفر میل می‌کند. با استناد به آزمون نسبت، می‌توان نتیجه گرفت که این سری به‌طور مطلق برای تمام مقادیر  {\displaystyle n} و  {\displaystyle z}و به‌طور یکنواخت برای تمام مقادیر محدود {\displaystyle |z|} همگراست و ازین رو تابع بِسِل-کلیفورد یک تابع کامل از دو متغیر {\displaystyle n} و  {\displaystyle z} است.

## معادله دیفرانسیل تابع بسل-کلیفورد
با مشتق گرفتن از تابع {\displaystyle {\displaystyle {\mathcal {C}}_{n}(x)}} نسبت به {\displaystyle {\displaystyle x}} به این نتیجه می‌رسیم که معادله خطی درجه دوم و همگن برای این تابع صدق می‌کند به این معنی که:
{\displaystyle xy''+(n+1)y'=y.\qquad }
این تابع، نوع تعمیم‌یافته فوق‌هندسی است و تابع بِسِل-کلیفورد در واقعی ضریبی از تابع فوق‌هندسی پوشهامر-بارنِس است، به عبارت دیگر:
{\displaystyle {\mathcal {C}}_{n}(z)=\pi (n)\ _{0}F_{1}(;n+1;z).}{\displaystyle {\displaystyle {\mathcal {C}}_{n}(z)=\pi (n)\ _{0}F_{1}(;n+1;z).}}

## ارتباط با توابع بسل
تابع بسل از نوع اول را می‌توان با استفاده از تابع بسل-کلیفورد به شکل زیر تعریف کرد:
{\displaystyle J_{n}(z)=\left({\frac {z}{2}}\right)^{n}{\mathcal {C}}_{n}\left(-{\frac {z^{2}}{4}}\right);}
زمانی که {\displaystyle n} یک عدد صحیح نیست، می‌توانیم از این معادله نتیجه بگیریم که تابع بسل، تابع کامل است. به‌طور مشابه، تابع اصلاح شده بسل از نوع اول می‌تواند به صورت زیر تعریف شود
{\displaystyle I_{n}(z)=\left({\frac {z}{2}}\right)^{n}{\mathcal {C}}_{n}\left({\frac {z^{2}}{4}}\right).}{\displaystyle {\displaystyle I_{n}(z)=\left({\frac {z}{2}}\right)^{n}{\mathcal {C}}_{n}\left({\frac {z^{2}}{4}}\right).}}
البته این روش می‌تواند معکوس شود، به گونه ای که ما می‌توانیم تابع بسل-کلیفورد را با استفاده از تابع اصلاح شده بسل تعریف کنیم
{\displaystyle {\mathcal {C}}_{n}(z)=z^{-n/2}I_{n}(2{\sqrt {z}});}
پس از آن باید نشان داده شود که {\displaystyle {\displaystyle {\mathcal {C}}}} تابع کامل است.

## رابطه بازگشتی
می‌توان با استفاده از مشتق گرفتن از حساب تابع بسل-کلیفورد نشان داد که:
{\displaystyle {\displaystyle {\frac {d}{dx}}{\mathcal {C}}_{n}(x)={\mathcal {C}}_{n+1}(x).}}
و از این طریق معدله دیفرانسیل تابع را به شکل پایین بازنویسی کرد:
{\displaystyle {\displaystyle x{\mathcal {C}}_{n+2}(x)+(n+1){\mathcal {C}}_{n+1}(x)={\mathcal {C}}_{n}(x),}}
با استفاده از این معادله می‌توان به یک رابطه بازگشتی برای تابع بسل-کلیفورد دست یافت:
{\displaystyle {\displaystyle {\frac {{\mathcal {C}}_{n+1}(x)}{{\mathcal {C}}_{n}(x)}}={\cfrac {1}{n+1+{\cfrac {x}{n+2+{\cfrac {x}{n+3+{\cfrac {x}{\ddots }}}}}}}}.}}
می‌توان نشان داد که این عبارت برای تمام حالات همگراست.

## تابع مولد
اگر ما سری‌های همگرای {\displaystyle \exp(t)} و {\displaystyle \exp(z/t)} را در هم ضرب کنیم، {\displaystyle \exp(t+z/t)} یک سری مطلقاً همگرا خواهد بود. اگر این سری را بسط بدهیم به معادله پایین می‌رسیم.
{\displaystyle {\displaystyle \exp \left(t+{\frac {z}{t}}\right)=\sum _{n=-\infty }^{\infty }t^{n}{\mathcal {C}}_{n}(z).}}{\displaystyle \exp \left(t+{\frac {z}{t}}\right)=\sum _{n=-\infty }^{\infty }t^{n}{\mathcal {C}}_{n}(z).}
از تابع مولد می‌توان برای بدست آوردن فرمول‌های دیگر استفاده کرد، به ویژه ما می‌توانیم از فرمول انتگرالی کوشی استفاده کنیم و {\displaystyle {\displaystyle {\mathcal {C_{n}}}}}را برای برای عدد صحیح {\displaystyle n} بدست بیاوریم:
{\displaystyle {\mathcal {C}}_{n}(z)={\frac {1}{2\pi i}}\oint _{C}{\frac {\exp(t+z/t)}{t^{n+1}}}\,dt={\frac {1}{2\pi }}\int _{0}^{2\pi }\exp(z\exp(-i\theta )+\exp(i\theta )-ni\theta )\,d\theta .}